# Episodi di Dr. Katz, Professional Therapist (seconda stagione)
La seconda stagione della serie animata Dr. Katz, Professional Therapist, composta da 13 episodi, è stata trasmessa negli Stati Uniti, da Comedy Central, dal 15 ottobre 1995 al 26 maggio 1996.
In Italia la stagione è inedita.
| nº | Titolo originale                       | Prima TV USA     |
| -- | -------------------------------------- | ---------------- |
| 1  | Bystander Ben                          | 15 ottobre 1995  |
| 2  | Real Estate                            | 29 ottobre 1995  |
| 3  | Glasses                                | 12 novembre 1995 |
| 4  | Office Management                      | 17 dicembre 1995 |
| 5  | Bees and SIDS                          | 14 gennaio 1996  |
| 6  | Drinky the Drunk Guy                   | 21 gennaio 1996  |
| 7  | Sticky Notes                           | 7 aprile 1996    |
| 8  | It Takes Some Getting Used To          | 14 aprile 1996   |
| 9  | The Particle Board                     | 21 aprile 1996   |
| 10 | A Journey for the Betterment of People | 28 aprile 1996   |
| 11 | Theory of Intelligence                 | 5 maggio 1996    |
| 12 | Henna                                  | 12 maggio 1996   |
| 13 | ESP                                    | 26 maggio 1996   |